# Михова скала
Михова скала (чеш. Míchova skála) является памятником природы, расположенным в 10 км к северо-западу от Тельча и в 1,5 км от Вельки-Паржезити-Рибник на территории Чехии на высоте 773 метра над уровнем моря.
Представляет собой комплекс из двух гранитных скал высотой около 13 метров с прилегающими формами рельефа. Памятник природы охраняется с 1984 года.
Вокруг скал произрастает ель обыкновенная и бук, в трещинах скал — рябина обыкновенная и береза белая. Лес невысокий, что открывает вид на окрестности. Фауна обычна для еловых лесов на больших высотах, в скалах иногда гнездится филин. Камни обычно от светло-серого до серовато-белого цвета, могут присутствовать желтоватые и другие цвета из-за лишайников.
Объект относительно хорошо сохранился, но скалы и окружающая их растительность страдают от вытаптывания. До 1997 года место использовалось альпинистами как тренировочная скала, сейчас это запрещено.